# Med gåtfulla rymder
Med gåtfulla rymder är en psalm med text skriven 1991 av Per Harling. Musiken är skriven 1991 av Kristin Solli-Schöien.

## Publicerad som
- Nr 803 i Psalmer i 90-talet under rubriken "Lovsång och tillbedjan".